# Grasski-Weltcup 2011
Der Grasski-Weltcup 2011 begann am 5. Juni in Marbachegg und endete am 17. September in Forni di Sopra. Bei Damen und Herren wurden jeweils zwei Slaloms, drei Riesenslaloms, ein Super-G und drei Super-Kombinationen ausgetragen. Höhepunkt der Saison war die Grasski-Weltmeisterschaft, die vom 31. August bis 4. September in Goldingen stattfand.

## Gesamtwertung
(Offizieller Endstand mit Bonuspunkten nach jeweils neun Wettbewerben)
- WC = Weltcuppunkte
- Bonus = Bonuspunkte
- Gesamt = Gesamtpunkte

| Rang | Name             | Land        | WC  | Bonus | Gesamt |
| ---- | ---------------- | ----------- | --- | ----- | ------ |
| 01   | Jan Němec        | Tschechien  | 693 | 200   | 893    |
| 02   | Edoardo Frau     | Italien     | 480 | 160   | 640    |
| 03   | Michael Stocker  | Österreich  | 443 | 180   | 623    |
| 04   | Mirko Hüppi      | Schweiz     | 450 | 076   | 526    |
| 05   | Jan Gardavský    | Tschechien  | 377 | 120   | 497    |
| 06   | Martin Štěpánek  | Tschechien  | 332 | 140   | 472    |
| 07   | Lukáš Kolouch    | Tschechien  | 304 | 100   | 404    |
| 08   | Stefan Portmann  | Schweiz     | 277 | 110   | 387    |
| 09   | Domenic Senn     | Schweiz     | 277 | 090   | 367    |
| 10   | Fausto Cerentin  | Italien     | 200 | 068   | 268    |
| 11   | Jakob Rest       | Österreich  | 182 | 085   | 267    |
| 12   | Marc Zickbauer   | Österreich  | 111 | 072   | 183    |
| 13   | Hannes Angerer   | Österreich  | 118 | 064   | 182    |
| 14   | Florian Sauer    | Deutschland | 096 | 080   | 176    |
| 15   | Šimon Vojta      | Tschechien  | 131 | 044   | 175    |
| 16   | Pietro Guerini   | Italien     | 112 | 048   | 160    |
| 17   | Andreas Guttmann | Österreich  | 092 | 052   | 144    |
| 18   | Lukáš Ohrádka    | Slowakei    | 079 | 055   | 134    |
| 19   | Patrick Menge    | Schweiz     | 105 | 027   | 132    |
| 20   | Marco Manser     | Schweiz     | 078 | 050   | 128    |

| Rang                                 | Name                  | Land        | WC  | Bonus | Gesamt |
| ------------------------------------ | --------------------- | ----------- | --- | ----- | ------ |
| 01                                   | Zuzana Gardavská      | Tschechien  | 580 | 200   | 780    |
| 02                                   | Ingrid Hirschhofer    | Österreich  | 560 | 180   | 740    |
| 03                                   | Anna-Lena Büdenbender | Deutschland | 565 | 160   | 725    |
| 04                                   | Ilaria Sommavilla     | Italien     | 367 | 076   | 443    |
| 05                                   | Petra Ivánková        | Tschechien  | 255 | 120   | 375    |
| 05                                   | Bianca Lenz           | Schweiz     | 295 | 080   | 375    |
| 07                                   | Barbara Míková        | Slowakei    | 224 | 100   | 324    |
| 08                                   | Daniela Krückel       | Österreich  | 211 | 110   | 321    |
| 09                                   | Adéla Kettnerová      | Tschechien  | 191 | 090   | 310    |
| 10                                   | Antonella Manzoni     | Italien     | 136 | 140   | 276    |
| 11                                   | Dominika Dudíková     | Tschechien  | 186 | 085   | 271    |
| 12                                   | Eva Fabiánová         | Tschechien  | 132 | 095   | 227    |
| 13                                   | Jasmin Huber          | Deutschland | 078 | 072   | 150    |
| 14                                   | Irina Ernst           | Schweiz     | 124 | 000   | 124    |
| 15                                   | Nicole Knüsel         | Schweiz     | 040 | 000   | 040    |
| keine weiteren Läuferinnen klassiert |                       |             |     |       |        |

## Nationenwertung
(Offizieller Endstand mit Bonuspunkten)
| Rang | Land        | Punkte |
| ---- | ----------- | ------ |
| 1    | Tschechien  | 5043   |
| 2    | Österreich  | 2815   |
| 3    | Schweiz     | 2265   |
| 4    | Italien     | 2180   |
| 5    | Deutschland | 1284   |
| 6    | Slowakei    | 0458   |
| 7    | Japan       | 0029   |

| Rang | Land        | Punkte |
| ---- | ----------- | ------ |
| 1    | Tschechien  | 3080   |
| 2    | Österreich  | 1754   |
| 3    | Schweiz     | 1616   |
| 4    | Italien     | 1461   |
| 5    | Deutschland | 0409   |
| 6    | Slowakei    | 0134   |
| 7    | Japan       | 0029   |

| Rang | Land        | Punkte |
| ---- | ----------- | ------ |
| 1    | Tschechien  | 1963   |
| 2    | Österreich  | 1061   |
| 3    | Deutschland | 0875   |
| 4    | Italien     | 0719   |
| 5    | Schweiz     | 0639   |
| 6    | Slowakei    | 0324   |

## Disziplinenwertungen
(Inoffizielle Wertung ohne Bonuspunkte)

### Slalom
(Endstand nach je zwei Slaloms)
| Rang | Name            | Land        | Punkte |
| ---- | --------------- | ----------- | ------ |
| 01   | Michael Stocker | Österreich  | 180    |
| 02   | Jan Němec       | Tschechien  | 150    |
| 03   | Lukáš Kolouch   | Tschechien  | 084    |
| 04   | Fausto Cerentin | Italien     | 080    |
| 05   | Florian Sauer   | Deutschland | 072    |
| 06   | Domenic Senn    | Schweiz     | 062    |
| 07   | Hannes Angerer  | Österreich  | 060    |
| 07   | Jan Gardavský   | Tschechien  | 060    |
| 09   | Jakob Rest      | Österreich  | 050    |
| 10   | Michal Pohl     | Tschechien  | 047    |

| Rang | Name                  | Land        | Punkte |
| ---- | --------------------- | ----------- | ------ |
| 1    | Anna-Lena Büdenbender | Deutschland | 180    |
| 2    | Ingrid Hirschhofer    | Österreich  | 140    |
| 3    | Zuzana Gardavská      | Tschechien  | 100    |
| 3    | Bianca Lenz           | Schweiz     | 100    |
| 5    | Daniela Krückel       | Österreich  | 076    |
| 5    | Antonella Manzoni     | Italien     | 076    |
| 7    | Dominika Dudíková     | Tschechien  | 074    |
| 7    | Barbara Míková        | Slowakei    | 074    |
| 9    | Eva Fabiánová         | Tschechien  | 072    |
| 9    | Adéla Kettnerová      | Tschechien  | 072    |

### Riesenslalom
(Endstand nach je drei Riesenslaloms)
| Rang | Name            | Land       | Punkte |
| ---- | --------------- | ---------- | ------ |
| 01   | Jan Němec       | Tschechien | 213    |
| 02   | Edoardo Frau    | Italien    | 170    |
| 03   | Mirko Hüppi     | Schweiz    | 160    |
| 04   | Martin Štěpánek | Tschechien | 146    |
| 05   | Jan Gardavský   | Tschechien | 142    |
| 06   | Stefan Portmann | Schweiz    | 130    |
| 07   | Michael Stocker | Österreich | 126    |
| 08   | Domenic Senn    | Schweiz    | 101    |
| 09   | Lukáš Kolouch   | Tschechien | 082    |
| 10   | Fausto Cerentin | Italien    | 080    |

| Rang | Name                  | Land        | Punkte |
| ---- | --------------------- | ----------- | ------ |
| 01   | Zuzana Gardavská      | Tschechien  | 280    |
| 02   | Anna-Lena Büdenbender | Deutschland | 160    |
| 02   | Ingrid Hirschhofer    | Österreich  | 160    |
| 04   | Petra Ivánková        | Tschechien  | 131    |
| 05   | Ilaria Sommavilla     | Italien     | 105    |
| 06   | Bianca Lenz           | Schweiz     | 090    |
| 06   | Barbara Míková        | Slowakei    | 090    |
| 07   | Dominika Dudíková     | Tschechien  | 072    |
| 09   | Irina Ernst           | Schweiz     | 062    |
| 10   | Antonella Manzoni     | Italien     | 060    |

### Super-G
(Endstand nach je einem Super-G)
| Rang | Name            | Land       | Punkte |
| ---- | --------------- | ---------- | ------ |
| 01   | Jan Němec       | Tschechien | 100    |
| 02   | Edoardo Frau    | Italien    | 080    |
| 03   | Stefan Portmann | Schweiz    | 060    |
| 04   | Jan Gardavský   | Tschechien | 050    |
| 05   | Mirko Hüppi     | Schweiz    | 045    |
| 06   | Lukáš Kolouch   | Tschechien | 040    |
| 07   | Martin Štěpánek | Tschechien | 036    |
| 08   | Domenic Senn    | Schweiz    | 032    |
| 09   | Pietro Guerini  | Italien    | 029    |
| 10   | Andrea Notaris  | Italien    | 026    |

| 01                                   | Zuzana Gardavská      | Tschechien  | 100 |
| 02                                   | Ingrid Hirschhofer    | Österreich  | 080 |
| 03                                   | Bianca Lenz           | Schweiz     | 060 |
| 04                                   | Petra Ivánková        | Tschechien  | 050 |
| 05                                   | Anna-Lena Büdenbender | Deutschland | 045 |
| 06                                   | Nicole Knüsel         | Schweiz     | 040 |
| 07                                   | Irina Ernst           | Schweiz     | 036 |
| 08                                   | Jasmin Huber          | Deutschland | 032 |
| keine weiteren Läuferinnen klassiert |                       |             |     |

### Super-Kombination
(Endstand nach je drei Super-Kombinationen)
| Rang | Name            | Land       | Punkte |
| ---- | --------------- | ---------- | ------ |
| 01   | Jan Němec       | Tschechien | 230    |
| 02   | Mirko Hüppi     | Schweiz    | 200    |
| 03   | Edoardo Frau    | Italien    | 190    |
| 04   | Michael Stocker | Österreich | 137    |
| 05   | Jan Gardavský   | Tschechien | 125    |
| 06   | Martin Štěpánek | Tschechien | 121    |
| 07   | Lukáš Kolouch   | Tschechien | 098    |
| 08   | Domenic Senn    | Schweiz    | 082    |
| 09   | Jakob Rest      | Österreich | 068    |
| 10   | Stefan Portmann | Schweiz    | 065    |

| Rang | Name                  | Land        | Punkte |
| ---- | --------------------- | ----------- | ------ |
| 01   | Ilaria Sommavilla     | Italien     | 230    |
| 02   | Anna-Lena Büdenbender | Deutschland | 180    |
| 02   | Ingrid Hirschhofer    | Österreich  | 180    |
| 04   | Zuzana Gardavská      | Tschechien  | 100    |
| 05   | Adéla Kettnerová      | Tschechien  | 090    |
| 05   | Daniela Krückel       | Österreich  | 090    |
| 07   | Eva Fabiánová         | Tschechien  | 060    |
| 07   | Barbara Míková        | Slowakei    | 060    |
| 09   | Petra Ivánková        | Tschechien  | 050    |
| 10   | Bianca Lenz           | Schweiz     | 045    |

## Podestplatzierungen Herren
Disziplinen: GS = Riesenslalom, SC = Super-Kombination, SG = Super-G, SL = Slalom
| Datum      | Ort                               | Disziplin | 1. Platz                                                                  | 2. Platz                                                                  | 3. Platz                                                                  |
| ---------- | --------------------------------- | --------- | ------------------------------------------------------------------------- | ------------------------------------------------------------------------- | ------------------------------------------------------------------------- |
| 05.06.2011 | Marbachegg (SUI)                  | SG        | Jan Němec                                                                 | Edoardo Frau                                                              | Stefan Portmann                                                           |
| 02.07.2011 | Olešnice v Orlických horách (CZE) | SC        | Jan Němec                                                                 | Jan Gardavský                                                             | Michael Stocker                                                           |
| 03.07.2011 | Olešnice v Orlických horách (CZE) | SL        | Wegen starken Regens abgesagt. Ersatzrennen am 7. August in Předklášteří. | Wegen starken Regens abgesagt. Ersatzrennen am 7. August in Předklášteří. | Wegen starken Regens abgesagt. Ersatzrennen am 7. August in Předklášteří. |
| 09.07.2011 | Rettenbach (AUT)                  | SL        | Michael Stocker                                                           | Fausto Cerentin                                                           | Jan Gardavský                                                             |
| 30.07.2011 | Nauders (AUT)                     | GS        | Abgesagt. Ersatzrennen am 12. August in San Sicario.                      | Abgesagt. Ersatzrennen am 12. August in San Sicario.                      | Abgesagt. Ersatzrennen am 12. August in San Sicario.                      |
| 31.07.2011 | Nauders (AUT)                     | SG        | Abgesagt.                                                                 | Abgesagt.                                                                 | Abgesagt.                                                                 |
| 07.08.2011 | Předklášteří (CZE)                | SL        | Jan Němec                                                                 | Michael Stocker                                                           | Lukáš Kolouch                                                             |
| 12.08.2011 | San Sicario (ITA)                 | GS        | Jan Němec                                                                 | Mirko Hüppi                                                               | Martin Štěpánek                                                           |
| 13.08.2011 | San Sicario (ITA)                 | SC        | Mirko Hüppi                                                               | Jan Němec                                                                 | Edoardo Frau                                                              |
| 14.08.2011 | San Sicario (ITA)                 | GS        | Jan Němec                                                                 | Mirko Hüppi                                                               | Edoardo Frau                                                              |
| 16.09.2011 | Forni di Sopra (ITA)              | GS        | Edoardo Frau                                                              | Fausto Cerentin                                                           | Jan Gardavský                                                             |
| 17.09.2011 | Forni di Sopra (ITA)              | SC        | Mirko Hüppi                                                               | Edoardo Frau                                                              | Martin Štěpánek                                                           |

## Podestplatzierungen Damen
Disziplinen: GS = Riesenslalom, SC = Super-Kombination, SG = Super-G, SL = Slalom
| Datum      | Ort                               | Disziplin | 1. Platz                                                                  | 2. Platz                                                                  | 3. Platz                                                                  |
| ---------- | --------------------------------- | --------- | ------------------------------------------------------------------------- | ------------------------------------------------------------------------- | ------------------------------------------------------------------------- |
| 05.06.2011 | Marbachegg (SUI)                  | SG        | Zuzana Gardavská                                                          | Ingrid Hirschhofer                                                        | Bianca Lenz                                                               |
| 02.07.2011 | Olešnice v Orlických horách (CZE) | SC        | Anna-Lena Büdenbender                                                     | Ilaria Sommavilla                                                         | Eva Fabiánová                                                             |
| 03.07.2011 | Olešnice v Orlických horách (CZE) | SL        | Wegen starken Regens abgesagt. Ersatzrennen am 7. August in Předklášteří. | Wegen starken Regens abgesagt. Ersatzrennen am 7. August in Předklášteří. | Wegen starken Regens abgesagt. Ersatzrennen am 7. August in Předklášteří. |
| 09.07.2011 | Rettenbach (AUT)                  | SL        | Zuzana Gardavská                                                          | Anna-Lena Büdenbender                                                     | Ingrid Hirschhofer                                                        |
| 30.07.2011 | Nauders (AUT)                     | GS        | Abgesagt. Ersatzrennen am 12. August in San Sicario.                      | Abgesagt. Ersatzrennen am 12. August in San Sicario.                      | Abgesagt. Ersatzrennen am 12. August in San Sicario.                      |
| 31.07.2011 | Nauders (AUT)                     | SG        | Abgesagt.                                                                 | Abgesagt.                                                                 | Abgesagt.                                                                 |
| 07.08.2011 | Předklášteří (CZE)                | SL        | Anna-Lena Büdenbender                                                     | Ingrid Hirschhofer                                                        | Bianca Lenz                                                               |
| 12.08.2011 | San Sicario (ITA)                 | GS        | Zuzana Gardavská                                                          | Anna-Lena Büdenbender                                                     | Antonella Manzoni                                                         |
| 13.08.2011 | San Sicario (ITA)                 | SC        | Zuzana Gardavská                                                          | Anna-Lena Büdenbender                                                     | Ingrid Hirschhofer                                                        |
| 14.08.2011 | San Sicario (ITA)                 | GS        | Zuzana Gardavská                                                          | Anna-Lena Büdenbender                                                     | Ingrid Hirschhofer                                                        |
| 16.09.2011 | Forni di Sopra (ITA)              | GS        | Ingrid Hirschhofer                                                        | Zuzana Gardavská                                                          | Ilaria Sommavilla                                                         |
| 17.09.2011 | Forni di Sopra (ITA)              | SC        | Ilaria Sommavilla                                                         | Ingrid Hirschhofer                                                        | Barbara Míková                                                            |